# Gianni DeCenzo
Gianni DeCenzo (Los Ángeles, 27 de octubre de 2001) es un actor estadounidense de cine y televisión, reconocido principalmente por su papel como Demetri Alexopoulos en el seriado de artes marciales Cobra Kai, a partir de su primera temporada.

## Biografía
DeCenzo nació en Los Ángeles en 2001. Luego de aparecer en algunos comerciales de televisión y cortometrajes, a comienzos de la década de 2010 empezó a registrar pequeñas apariciones en series de televisión como Dark Wall, The Middle, Eagleheart y Back in the Game. En 2015 interpretó el papel de Arthur Pickwickle en el seriado de corte infantil 100 Things to Do Before High School y en 2019 interpretó durante seis episodios a Caleb Williger en la serie Coop and Cami Ask the World.
En 2018 fue escogido para interpretar el papel de Demetri, un joven que sufre constantemente de Bullying en su escuela y que ingresa a una escuela de karate para aprender a defenderse, en la serie Cobra Kai, una secuela de la serie de películas que inició con The Karate Kid en 1984. Como parte del elenco principal, DeCenzo ha aparecido hasta la fecha en 40 episodios.

## Filmografía

### Cine
| Año  | Título        | Papel        | Notas        |
| ---- | ------------- | ------------ | ------------ |
| 2011 | The Lucky One | Jonathan     | Corto        |
| 2012 | Il Mantello   | Salvo        | Corto        |
| 2014 | 37            | Adam         |              |
| 2014 | Saint Francis | Jack Quinlan | Telefilme    |
| 2023 | Burnouts      | Eli          | En filmación |

### Televisión
| Año       | Título                                     | Papel               | Notas                 |
| --------- | ------------------------------------------ | ------------------- | --------------------- |
| 2012      | Dark Wall                                  | Daniel              | 1 episodio            |
| 2013      | The Middle                                 | Niño                | 1 episodio            |
| 2013      | The League                                 | Ruxin               | 1 episodio            |
| 2013      | Eagleheart                                 | Butch McCallister   | 1 episodio            |
| 2014      | Back in the Game                           | Nick Patoulis       | 1 episodio            |
| 2014      | Live and Maddie                            | Joey                | 1 episodio            |
| 2014      | Fartcopter                                 | Interlocutor        | Corto para televisión |
| 2014      | Gortimer Gibbon's Life on Normal Street    | Lance               | 1 episodio            |
| 2015-2016 | 100 Things to Do Before High School        | Arthur Pickwickle   | 4 episodios           |
| 2019-2020 | Coop y Cami                                | Caleb               | 6 episodios           |
| 2018-2025 | Cobra Kai                                  | Demetri Alexopoulos | Elenco principal      |
| 2022      | NCIS: Naval Criminal Investigative Service | Owen                | 1 episodio            |

### Videojuegos
| Año  | Título                                   | Papel   |
| ---- | ---------------------------------------- | ------- |
| 2020 | Cobra Kai: The Karate Kid Saga Continues | Demetri |
| 2022 | Cobra Kai 2: Dojos Rising                | Demetri |